# Alberto Ruiz Eldredge
Alberto Ruiz Eldredge (Chorrillos, Lima, 2 de septiembre de 1917 - 1 de noviembre de 2011) fue un abogado constitucionalista, diplomático, catedrático y político peruano.

## Biografía
Hijo de Godofredo Ruiz Eldredge y de Ernestina Rivera. Junto con sus padres, se trasladó a Moquegua; aquí empezó su educación media en el colegio nacional "La Libertad"; la misma que terminó en el colegio de "Los Sagrados Corazones de la Recoleta", de Lima, en 1933. 
Prosiguió su formación superior en las universidades de San Marcos y la Católica del Perú. En la primera se le concedió el grado de bachiller en derecho, con la tesis Restricción a la herencia del cónyuge supérstite, en 1942. Y en el siguiente año se le otorgó el título de abogado.
Fue miembro de la comisión que defendió posición peruana que propugnaba la amplitud de soberanía sobre las 200 (doscientas) millas de mar territorial. En la Conferencia de Buenos Aires sobre Derechos del Mar, en 1947.
Como docente universitario, en la Universidad de San Marcos regentó la cátedra de derecho administrativo. Dictó la disciplina de derecho profesional en las universidades nacionales de Ingeniería y la Agraria de la Molina, en Lima. En 1955, en pleno gobierno del General Manuel A. Odría, impulsó la creación de la Federación de Colegios de abogados del Perú. Fue docente de posgrado, en la sección de maestría de las universidades privadas de Inca Garcilaso de la Vega y la "Universidad de Lima".

## Actividades diversas
A fines del mandato de Odría, intervino en la fundación del Movimiento Social Progresista (MSP), partido de intelectuales similar al partidolaborista inglés. Junto con los hermanos Salazar Bondy, Sofocleto, Roy Freire, entre otros. Editó, como director, el órgano de prensa partidario, Libertad, que impulsó su candidatura en las abortadas elecciones generales de 1962. En 1968, desde el decanato del Colegio de Abogados de Lima, se encargó de la defensa del Estado en la litis suscitada por la recuperación de los yacimientos de la Brea y Pariñas, frente a los requerimientos planteados por Estados Unidos mediante sus embajadores ad hoc, John N. Irwin y James Green.